# قرار مجلس الأمن التابع للأمم المتحدة رقم 254
قرار مجلس الأمن التابع للأمم المتحدة رقم 254، الذي اتخذ بالإجماع في 11 يونيو 1968، بعد التأكيد على القرارات السابقة بشأن هذا الموضوع، مدد مجلس ولاية قوة الأمم المتحدة لحفظ السلام في قبرص لفترة أخرى تنتهي 15 ديسمبر 1968. كما دعا المجلس الأطراف المعنية مباشرة إلى مواصلة العمل بأقصى درجات ضبط النفس والتعاون الكامل مع قوة حفظ السلام.